# 三井季成
三井 季成（みい／みつい すえなり、生没年不詳）は、鎌倉時代中期の武将。鎌倉幕府御家人。長門国守護代。新左衛門尉。長門国守護・二階堂行忠の被官。
『蒙古襲来絵詞』で知られる竹崎季長の烏帽子親。長門国守護代として在勤しており、文永の役での戦功を訴えるため、肥後国から一族の反対を押し切って鎌倉出訴に赴く季長を、長門国赤間関で迎えて大いに歓待し、関の遊女を呼び集め、旅立つ季長に馬や旅費をあたえている。
鎌倉において季長が時の御恩奉行安達泰盛との対面がかなったのは、季成が有力被官として仕える二階堂行忠が幕府評定衆という実力者で、行忠の娘が泰盛の弟安達長景の妻という繋がりがあった事によるものと見られている。